# Eizō Kenmotsu
Eizō Kenmotsu (en japonès: 監物永三; transliteració: Kenmotsu Eizō) (Okayama, Japó 1948) és un gimnasta artístic japonès, ja retirat, guanyador de nou medalles olímpiques.

## Biografia
Va néixer el 13 de febrer de 1948 en una ciutat desconeguda de la Prefectura d'Okayama.

## Carrera esportiva
Va participar, als 20 anys, als Jocs Olímpics d'Estiu de 1968 realitzats a Ciutat de Mèxic (Mèxic), on va aconseguir guanyar la medalla d'or en l'exercici complet (per equips) i la medalla de bronze en la prova de barra fixa. En aquests mateixos Jocs finalitzà quart en el concurs complet (individual), cinquè en les barres paral·leles i cavall amb arcs i sisè en l'exercici de terra i salt sobre cavall, aconseguint en tots ells sengles diplomes olímpics.
En els Jocs Olímpics d'Estiu de 1972 realitzats a Múnic (Alemanya Occidental) aconseguí revalidar el seu títol olímpic en el concurs complet (per equips) i guanyà, així mateix, la medalla de plata en el concurs complet (individual), per darrere del seu compatriota Sawao Kato, i la medalla de bronze en les proves de cavall amb arcs i barres paral·leles. En la resta de proves finalitzà quart en l'exercici de terra, salt sobre cavall i barra fixa, i cinquè en la prova d'anelles, aconseguint en totes elles diploma olímpic.
En els Jocs Olímpics d'Estiu de 1976 realitzats a Mont-real (Canadà) revalidà novament el títol del concurs complet (per equips) i aconseguí les medalles de plata en les proves de barra fixa i cavall amb arcs. Així mateix fou cinquè en la prova d'anelles i sisè en l'exercici de terra, com a resultats més destacats.
Al llarg de la seva carrera ha guanyat quinze medalles en el Campionat del Món de gimnàstica artística, entre elles set medalles d'or.